# Antonija Sandrićová
Antonija Sandrićová rozená Mišurová (* 19. května 1988 Šibenik) je chorvatská basketbalistka, rychlá a důrazná rozehrávačka.
Začínala v klubu Vidici Dalmostan, v letech 2007–2013 působila v ŽKK Šibenik, s nímž získala v roce 2008 chorvatský titul a třikrát vyhrála Jadranskou ligu (2008, 2009, 2011). Poté hrála za francouzský Toulouse Métropole Basket, turecký Canik Belediye Samsun a španělský Lointek Gernika Bizkaia, od srpna 2017 je hráčkou CCC Polkowice, účastníka nejvyšší polské soutěže.
Reprezentovala Chorvatsko na mistrovství Evropy v basketbalu hráček do 18 let 2006, získala bronzovou medaili na Středomořských hrách 2009. Zúčastnila se mistrovství Evropy v basketbalu žen 2011 (5. místo) a mistrovství Evropy v basketbalu žen 2013 (10. místo). Za chorvatskou reprezentaci také startovala na olympiádě 2012, kde obsadila 10. místo.
Americký sportovní portál Bleacher Report ji označil za nejpohlednější účastnici Letních olympijských her 2012.
V roce 2015 se provdala za chorvatského basketbalistu Marko Sandriće.